# Ramon Bagatsing
Ramon D. Bagatsing (Sigay, 19 augustus 1916 – Muntinlupa City, 14 februari 2006) was een Filipijns politicus. Bagatsing was van 1972 tot 1986 burgemeester van Manilla. Daarvoor was Bagatsing onder andere lid van het Filipijnse parlement en lid van het Filipijnse kabinet van Ferdinand Marcos.

## Vroege carrière en opleiding
Bagatsing was van 1939 tot het begin van de Tweede Wereldoorlog in de Filipijnen in 1941 politieman bij de politieafdeling van Manilla. In 1941 sloot hij zich aan bij het Amerikaanse leger in het Verre Oosten (USAFFE). Van 1941 tot 1943 was hij sergeant 1e klasse, in 1947 werd hij bevorderd tot luitenant 1e klasse. Later volgden nog promoties tot kapitein (1957) en majoor (1959). Voor zijn verdiensten in het leger werden Bagatsing diverse onderscheidingen toegekend, waaronder de American Defense Ribbon en de Philippine Defense Ribbon.
Bagatsing studeerde rechten. In 1949 tijdens zijn eerste periode als lid van het Filipijns Huis van Afgevaardigden behaalde hij zijn toelatingsexamen voor de Filipijnse balie (bar exam). Later tijdens zijn derde periode behaalde hij zijn master-diploma rechten aan de University of Santo Tomas.

## Politieke carrière
Bij de verkiezingen van 1947 werd hij gekozen als afgevaardigde namens het derde kiesdistrict van Manilla. In 1961 werd hij herkozen voor een twee termijn tot 1965. Bij de verkiezingen van 1965 eindigde Bagatsing op de 12e plaats bij de senaatsverkiezingen. Hierdoor liep hij een senaatszetel mis. Twee jaar later werd hij door Ferdinand Marcos opgenomen in diens kabinet als Hoofd van de Presidential Agency on Reforms and Government Operations (PARGO). In 1969 stelde hij zich opnieuw verkiesbaar als afgevaardigde en werd hij gekozen voor zijn derde termijn.
In de aanloop naar de verkiezingen van 1971 waarbij Bagatsing mee deed als de verkiezingen voor burgemeester van Manilla, raakte hij bij een bomaanslag op Plaza Miranda tijdens een campagnebijeenkomst van de Liberal Party, ernstig gewond. Hij raakte hierbij een been kwijt en moest de rest van zijn leven een beenprothese dragen. Hij won de verkiezingen echter wel en zou deze positie bekleden tot 1986, het jaar dat Marcos werd afgezet en de regering van zijn opvolger Corazon Aquino, veel bestuurders verving. Bagatsing werd als burgemeester vervangen door Mel Lopez.

## Nevenfuncties en andere activiteiten
Naast zijn politieke functies vervulde Bagatsing diverse nevenfuncties. Zo was hij voorzitter van de lokale afdeling van het Rode Kruis in Manilla en lid van de raad van bestuur daarvan. Ook was hij de president van de Filipijnse Jaycees, district directeur en internationaal directeur van de Lions Club. Ook richtte hij in 1958 de Ramon D. Bagatsing Scholarship Foundation op. Met behulp van dit fonds kregen honderden scholieren in de Filipijnen een beurs zodat ze hun opleiding konden betalen.

## Overlijden
Ramon Bagatsing overleed op 14 februari 2006 na een slepende ziekte op 89-jarige leeftijd. Hij werd begraven in het familiegraf naast zijn vrouw Juanita "Annie" Sevilla op het Manila South Cemetery. Samen met zijn vrouw kreeg hij zeven kinderen. Diverse van zijn kinderen en kleinkinderen gingen ook de politiek in. Zijn zoon Amado Bagatsing was jarenlang lid van het Filipijns Huis van Afgevaardigden.